# Standardsprache
Eine Standardsprache ist eine standardisierte Einzelsprache, also eine Sprache, die über mindestens eine Standardvarietät neben ihren weiteren Varietäten verfügt.

## Definition
Sprachliche Standardisierung umfasst unter anderem die Allgemeinverbindlichkeit einer sprachlichen Norm, deren Kodifizierung in Grammatiken und Wörterbüchern, die Verwendbarkeit der Sprache für alle wichtigen Lebensbereiche (Polyvalenz) sowie die dafür erforderliche stilistische Differenzierung. Diese Merkmale beziehen sich jeweils nur auf die Ausbildung eines bestimmten Standards und lassen z. B. die zu der Sprache gehörenden Dialekte unverändert.
Laut Ulrich Ammon sind die Instanzen des sozialen Kräftefelds, die eine einmal „gesetzte“ Norm nachträglich „bekräftigen“ und nach denen sich die Bevölkerungsmehrheit ausrichtet, erstens die „Normautoritäten“, die Korrekturen einbringen, zweitens die „Kodifizierer“, welche den Sprachkodex formulieren, drittens die „Modellschreiber“ und „-sprecher“, nach deren Modelltexten sich die Sprachbenutzer richten, und viertens die „Sprachexperten“, die Fachurteile abgeben. Alle diese Instanzen agieren nicht nur gegenüber der Bevölkerung, sondern interagieren auch untereinander.
Welche Nichtstandardvarietäten, d. h. insbesondere welche Dialekte, einer bestimmten Standardsprache zugeordnet werden, wird nicht immer anhand sprachlicher Merkmale dieser Varietäten bestimmt. In der Soziolinguistik wird auch auf das Konzept der Überdachung zurückgegriffen (vgl. Dachsprache): Demnach gehört ein Dialekt dann zu einer bestimmten Standardsprache, wenn die Sprecher des Dialekts in offiziellen Situationen in diese Standardvarietät wechseln. Das gilt aber nur bei nahe verwandten Sprachen, wie beispielsweise der niederländischen und der hochdeutschen Standardsprache.
So werden (wurden) etwa auf beiden Seiten der deutsch-niederländischen/belgischen Staatsgrenzen die gleichen niedersächsischen bzw. niederfränkischen Dialekte gesprochen, aber unterschiedliche Dach- bzw. Schriftsprachen. In früheren Lexikonausgaben wurden die niedersächsischen, niederfränkischen und friesischen Dialekte des Dialektkontinuums den niederdeutschen Mundarten zugeordnet und die Niederländer, Flamen und Westfriesen deshalb (auch) als Niederdeutsche mit eigener (niederdeutscher bzw. niederländischer) Schriftsprache bezeichnet.
Auch auf beiden Seiten der Grenze zwischen Deutschland und Frankreich werden die gleichen oberdeutschen Dialekte gesprochen, aber (offiziell) unterschiedliche Dach- bzw. Schriftsprachen verwendet. In diesem Fall sind die Dialekte allein nach sprachlichen Kriterien dem Deutschen und die Dach-/Standardsprache dem Französischen zuzuordnen, da sich Dialekt- und Dachsprache als Fremdsprachen (Westgermanisch zum Romanischen) gegenüberstehen – anders als beim Niederländischen zum (Hoch-)Deutschen (kontinental-westgermanische Dialekte).
Anders als noch in der Mitte des 20. Jahrhunderts, als der Dialekt nicht nur auf dem Land, sondern auch in den Städten (noch) die Hauptumgangssprache war, ist im frühen 21. Jahrhundert die Zahl der Dialektsprecher gesunken. Die nachgeborenen muttersprachlichen Dialektsprecher erlernen früh die staatliche Standardsprache und reden in Schule und Beruf zumeist „Hochländisch“ („Hochdeutsch“) bzw. „Niederländisch“.
Dieser Situation entsprechend, aber auch aus politischen Gründen, werden daher jene Dialekte, deren Sprecher bei Behörden oder gegenüber Fremden ins Standarddeutsche (Hochländische) wechseln, als deutsche Dialekte und jene Dialekte, deren Sprecher in diesen Situationen das Standardniederländische benutzen, als niederländische Dialekte bezeichnet.
Auch Standardsprachen sind oftmals, wie die Dialekte, plurizentrische Sprachen. So finden sich Varietäten des Standarddeutschen im gesamten nieder-, mittel- und oberdeutschen Sprachraum. Dagegen stehen die monozentrischen Sprachen.

## Andere Bezeichnungen
Neben dem gängigen begriff „Standardsprache“ werden in der Sprachwissenschaft auch andere Ausdrücke verwendet. Während „Standardsprache“ selbst auf englisch standard language zurückgeht, sind die traditionellen deutschen Ausdrücke „Schriftsprache“ (was allerdings auch im Sinne von geschriebener Sprache benutzt wird, z. B. „Schriftdeutsch“) sowie „Hochsprache“ (z. B. „Hochdeutsch“). Nach dem Vorbild von französisch langue littéraire und russisch literaturnyj jazyk ist auch „Literatursprache“ in Gebrauch; dieser Begriff kann allerdings mit der Sprache der Literatur verwechselt werden.
Die vom Prager Linguistenkreis aufgestellten Merkmale der Standardisierung beziehen sich auf das 20. Jahrhundert und lassen sich schlecht auf frühere Epochen übertragen. Deshalb werden in Bezug auf historische Sprachen Ausdrücke wie „Schriftsprache“ oder „Literatursprache“ gegenüber der klar definierten Bezeichnung „Standardsprache“ bevorzugt.

## Standardsprachen mit großem Abstand zur Alltagssprache
Manche (meist als „Schrift-“ oder „Literatursprache“ bezeichnete) Sprachen werden zwar geschrieben und gelesen, aber nicht oder nur sehr selten zur mündlichen Kommunikation gebraucht. Dies beruht auf einer Art Diglossie, bei der zwei sehr unterschiedliche Varietäten einer Sprache oder gar völlig verschiedene Sprachen verschiedene sprachliche Funktionen übernehmen.
Solche Literatursprachen können sein:
- Alte, nicht mehr gesprochenen Formen einer Sprache, die aber weiterhin geschrieben und gelesen werden und so ein wesentlicher Bestandteil der Kultur eines Volkes sind. Nicht selten dienen sie vor allem noch als Sakralsprache, Beispiele:
  - Altgriechisch im Mittelalter und in der Neuzeit
  - Latein im Mittelalter und in der Neuzeit
  - Etruskisch im alten Rom
  - Hocharabisch seit dem Mittelalter bis heute
  - Klassisches Chinesisch vom Mittelalter bis ins 20. Jahrhundert
  - Sanskrit von etwa 500 v. Chr. bis in unsere Zeit
  - Hebräisch von der Antike bis heute (daneben seit dem 20. Jahrhundert auch als Alltagssprache verwendet, siehe Iwrit)
  - Talmud-Aramäisch seit dem Mittelalter bis heute
  - Mittelsyrisch für viele Ostkirchen

- Nur als Dachsprache gebrauchte Formen einer Sprache. Beispiele:
  - Neuhochdeutsch von Martin Luther bis ins 18. Jahrhundert und teilweise noch bis heute (Schweiz)
  - Rumantsch Grischun als Dachsprache für die bündnerromanischen Dialekte Graubündens seit den 1980er-Jahren
  - Ladin Dolomitan als Dachsprache für die ladinischen Dialekte Südtirols und angrenzender Gebiete erst seit neuester Zeit.

## Auswahl des Sprachmaterials zur Standardisierung
In vielen Standardsprachen beruht die Standardvarietät auf einem einzigen Dialekt, oft dem der Hauptstadt (etwa beim Französischen dem von Paris oder beim Englischen dem von London). Die Frage, welcher Dialekt dem Standard zugrunde gelegt wird, wird nach italienischem Vorbild als questione della lingua bezeichnet.
Eine Standardsprache kann aber auch als „Kompromiss“ verschiedener Dialekte geschaffen worden sein, so z. B. das Hochdeutsche des Mönchs Martin Luther, der für seine Bibelübersetzung aus mehreren mittel- und oberdeutschen Dialekten durch willkürliche Auswahl des Grundwortschatzes und durch eine an das Lateinische angelehnte bzw. diesem nachempfundene und an der höfischen Schreibweise Kursachsens angelehnte Grammatik eine Standardsprache geschaffen hat.

## Geplante Sprachen
(nicht zu verwechseln mit „Plansprachen“)
Zwar hat jede Standardsprache etwas Geplantes, aber einige zeichnen sich dadurch aus, dass sie erst in jüngerer Zeit unter Mitwirkung von Sprachwissenschaftlern ins Leben gerufen wurden:
- die serbokroatische Sprache, neuerdings auch eine kroatische Sprache und eine bosnische Sprache
- die malaiische Sprache
- das Filipino
- die neugriechische Sprache in Form der „Reinsprache“ Katharevoussa
- Neuhebräisch ist eine Mischung verschiedener hebräischer Formen und zeichnet sich durch eine große Menge konstruierter Neologismen aus, zum Teil wurde auch die Grammatik verändert
- Rumantsch Grischun
- Dolomitenladinisch
- Nynorsk (neunorwegische Sprache)
- Euskara Batua, Standard-Baskisch, seit 1968 von der Baskische Akademie entwickelt